# Eje Bissell

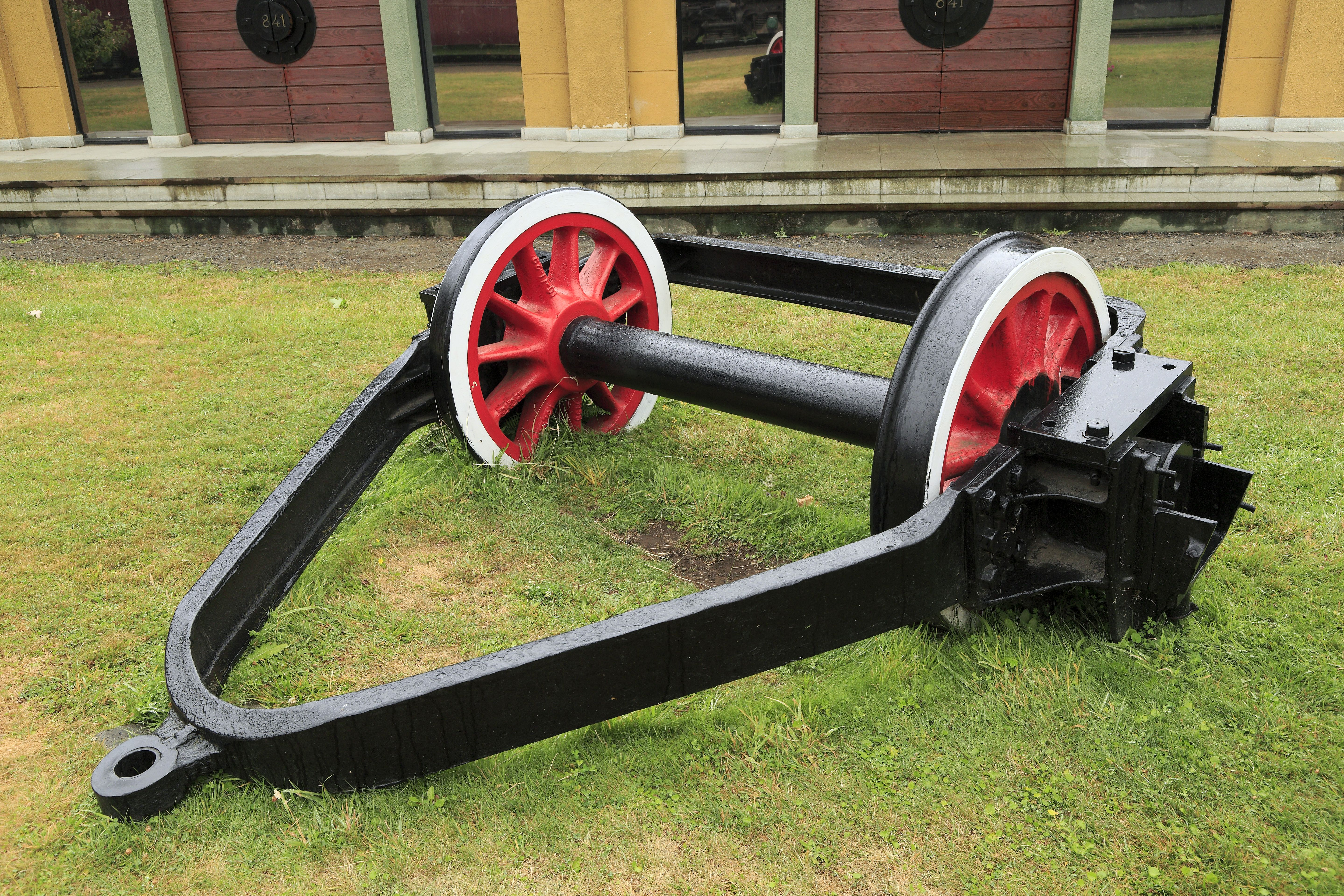
Eje Bissell tipo Delta

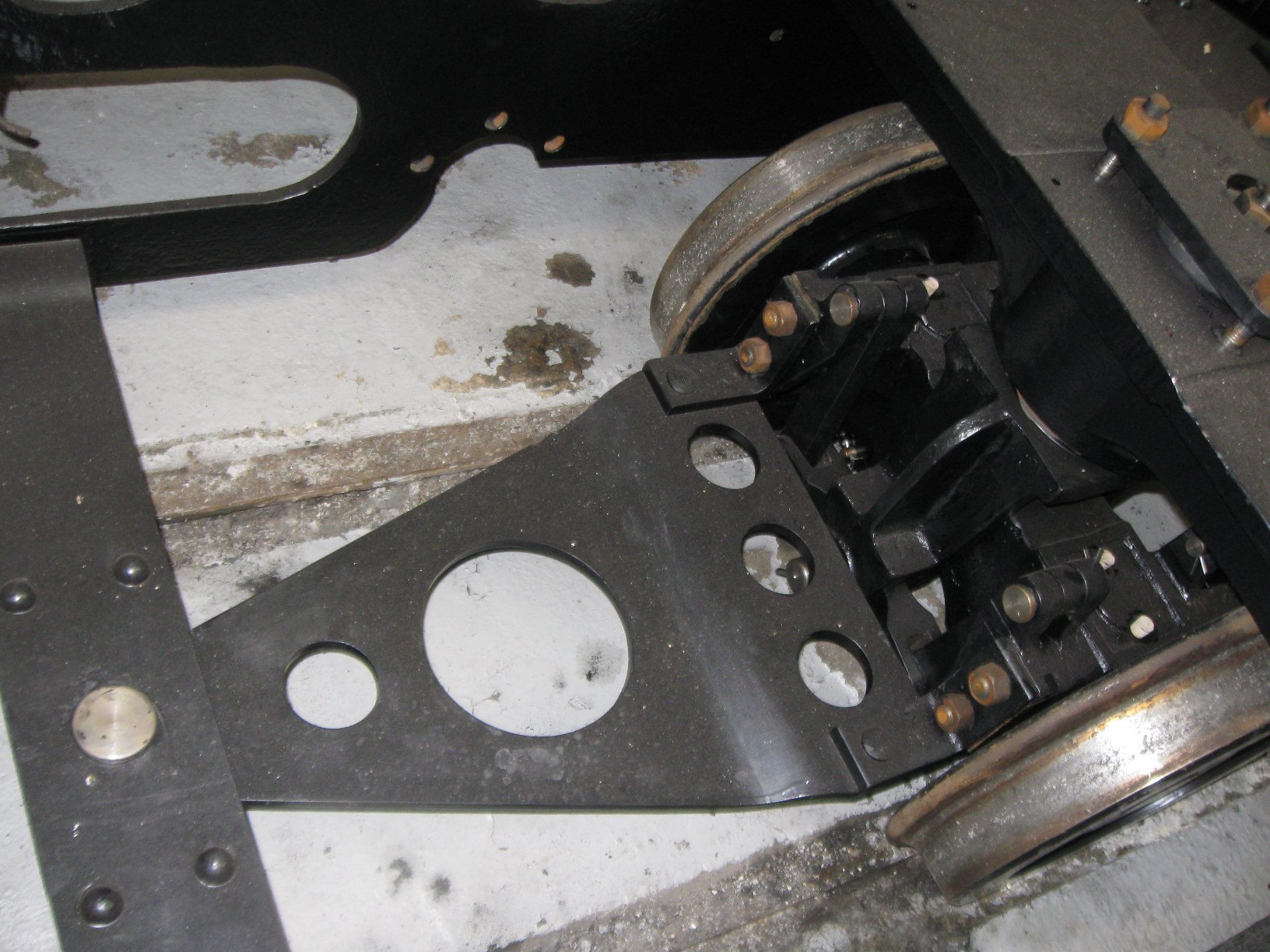
Eje Bissel trasero en una locomotora de vía estrecha Russell

Un eje Bissell (también denominado boje Bissell; simplemente Bissell; o pony truck en EE. UU.), es un tipo de boje que normalmente posee un único eje (aunque también puede montar dos o más ejes), cuyo punto de pivotado vertical queda por delante o por detrás del eje o ejes del dispositivo. Se utilizó en algunas locomotoras de vapor para mejorar su paso por curvas cerradas. Ideado en 1857 por el inventor estadounidense Levi Bissell, fue un medio muy simple y común de diseñar ejes sin tracción para distribuir el peso de una locomotora. 

## Variantes del nombre

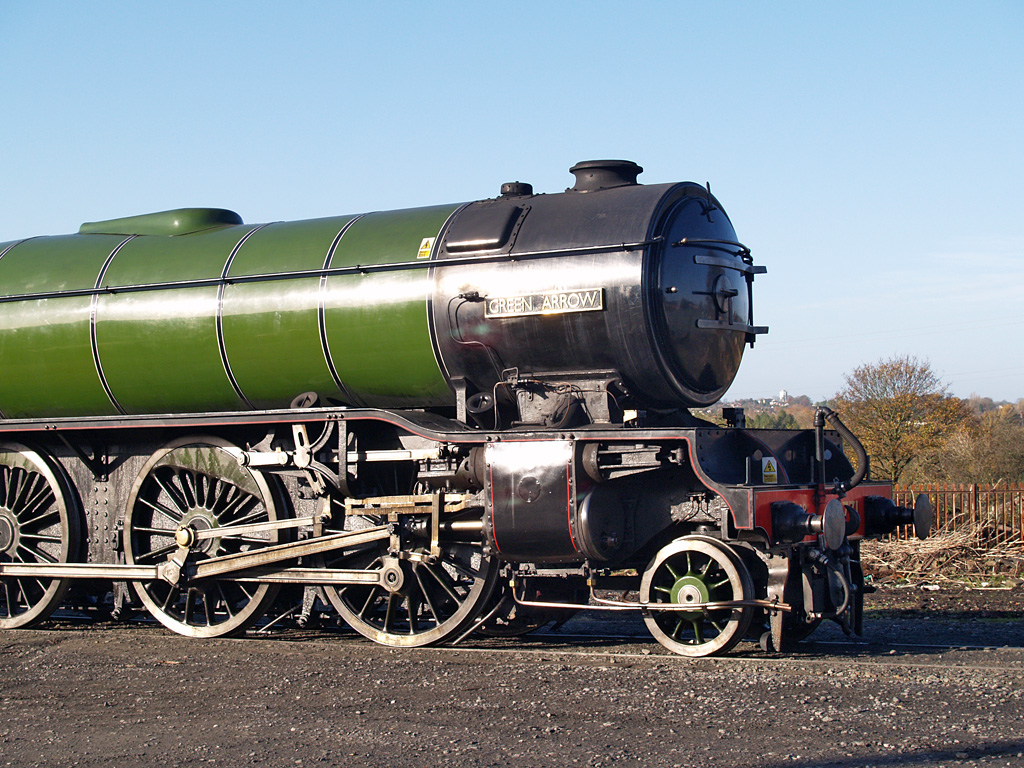
LNER Clase V2 4771 Green Arrow que muestra un boje Bissell por delante de los cilindros y de las ruedas motrices

En terminología ferroviaria, un boje Bissell es un boje delantero con tan solo dos ruedas. Su invento se atribuye generalmente a Levi Bissell, quien ideó uno de estos ejes en 1857 y lo patentó al año siguiente. Para designarlo, en Europa suelen usarse los términos boje Bissel o eje Bissel. 
Los constructores de locomotoras de los Estados Unidos, más conservadores, no adoptaron el nuevo diseño de Bissell, y su uso no se generalizó hasta después de que el Ferrocarril de los Condados del Este en el Reino Unido ajustara uno a su locomotora No. 248 en 1859. Los ejes de diseño similar se hicieron muy comunes en las locomotoras británicas a partir de entonces.

## Descripción

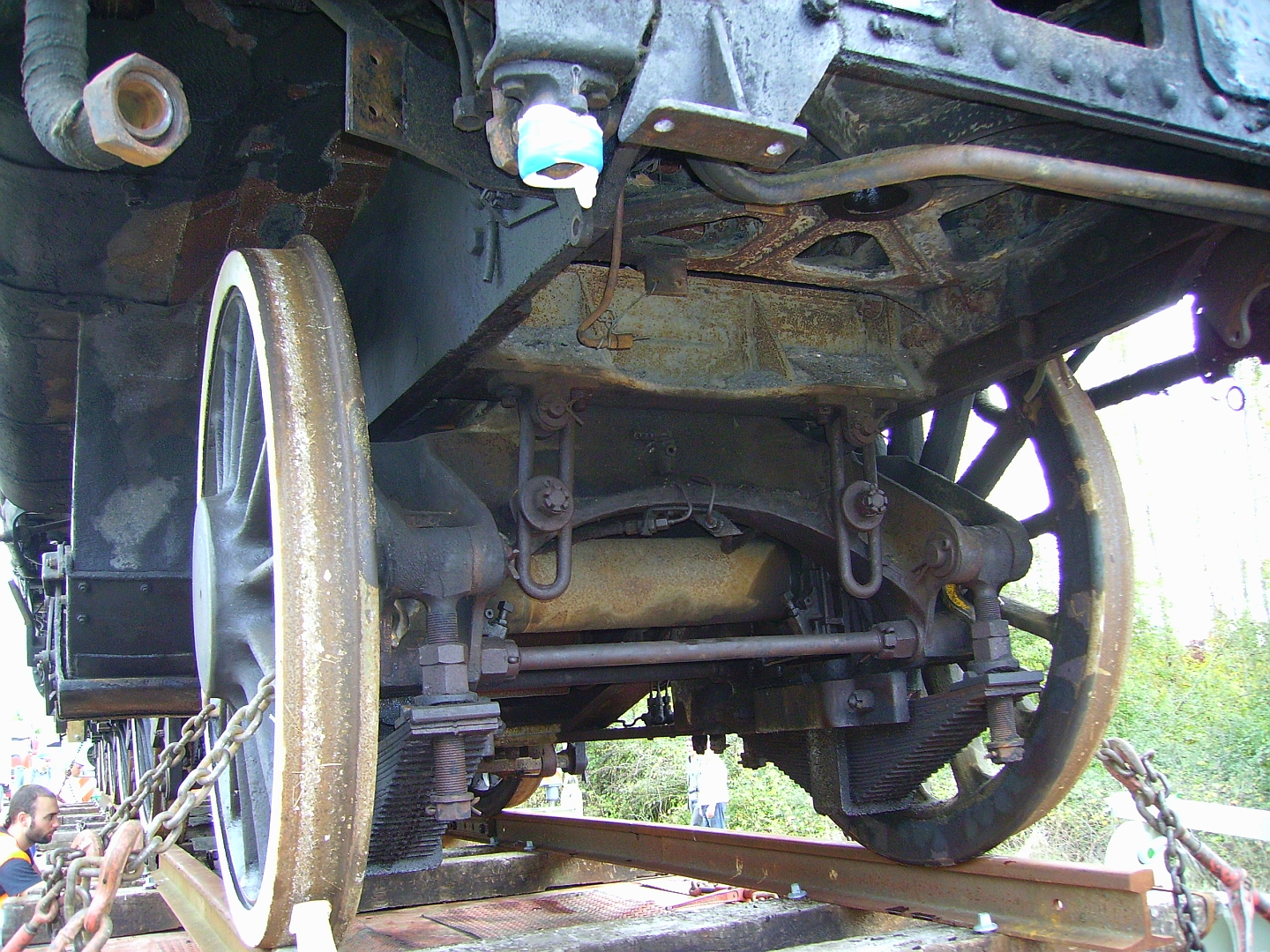
Eje Bissell en el interior del chasis de una locomotora 241 P

Un eje Bissell tiene su propio chasis, conectado al de la locomotora gracias a un yugo que permite su articulación. Parte del peso de la locomotora se apoya en su parte trasera por medio de una placa de fricción.
 
Al recorrer una curva, se orienta según un movimiento angular. Un dispositivo con resortes facilita su entrada en una curva y luego su retorno gracias a la fuerza de retorno acumulada. En una vía recta, el dispositivo permanece neutral.
La estructura de un Bissell puede consistir en un chasis interno o externo, en soportes laterales de chapa, en barras planas ensambladas, o en elementos moldeados en una fundición.
Dependiendo del modelo, puede o no estar equipado con suspensiones. En un modelo suspendido, las cajas de grasa pueden oscilar respecto al bastidor, y el chasis de la locomotora se apoya directamente sobre el eje Bissell, como en el caso de las locomotoras de la compagnie PLM o el Bissell americano "Delta". En un modelo no suspendido, las cajas de grasa están montadas rígidamente sobre el Bissell, y es la suspensión instalada en el chasis de la locomotora la que se apoya en el dispositivo a través de placas de fricción lubricadas, como en el caso de los ejes de tracción. Esta característica se encuentra en las locomotoras de la Compañía del Este, o el Bissell norteamericano "Cole".
Puede tener hasta tres ejes, como en el modelo "Delta" de las locomotoras Allegheny 1-3-3-3 del Ferrocarril de Chesapeake y Ohio.

## Características y uso

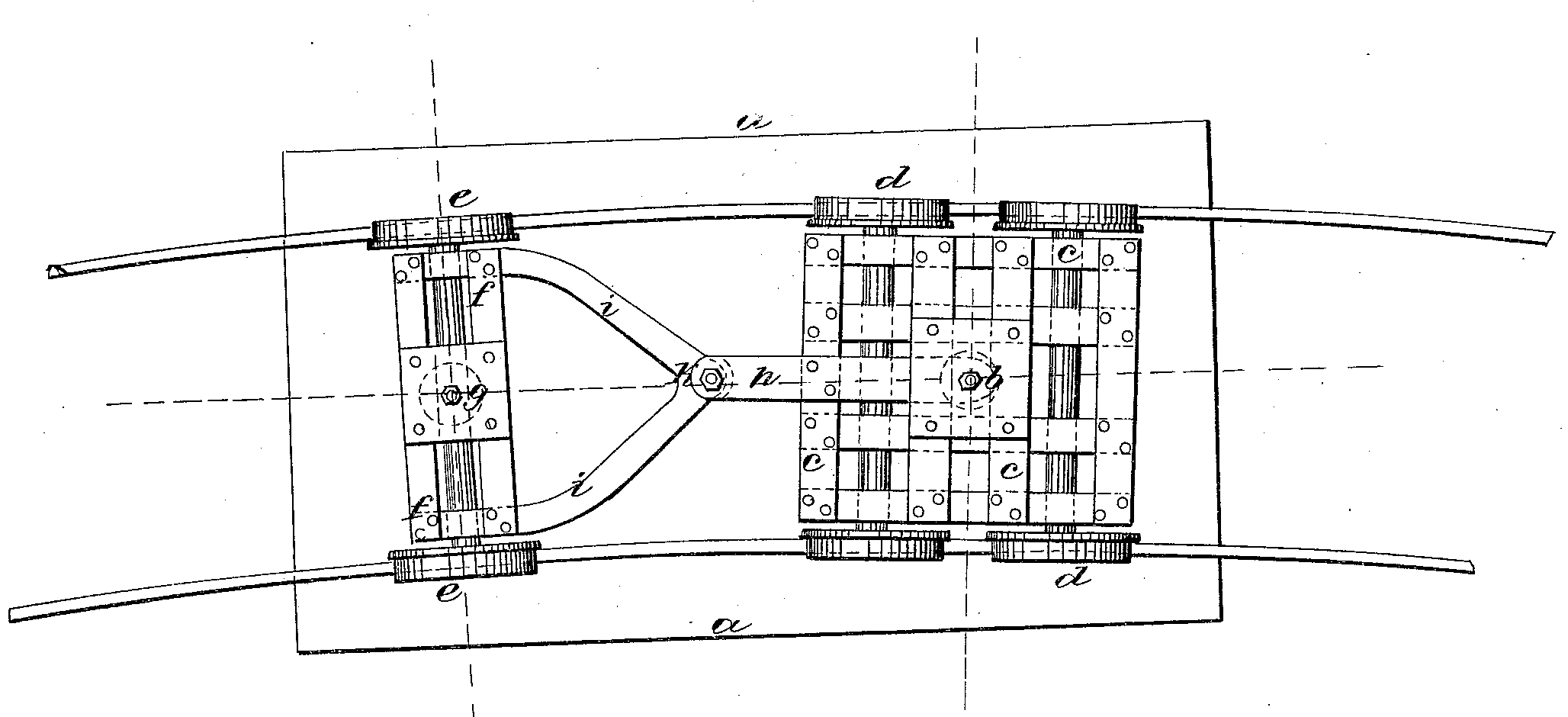
Dibujo de la patente US62727

Un eje Bissell puede girar tanto respecto a su eje vertical como girar radialmente hacia un lado, movimientos ventajosos para las locomotoras de vapor porque su posición en la vía está dictada por las ruedas motrices (generalmente acopladas en las locomotoras de vapor). El eje Bissell también ayuda a estabilizar un tren cuando transita por una curva, donde la fuerza centrífuga hace que una locomotora tienda a salirse de la vía. Para ello, cuenta con un par de planos inclinados, enfrentados con un conjunto opuesto de planos fijados al bastidor de la máquina. Cuanto más se desplaza el boje Bissell hacia un lado, mayor es la elevación del lado exterior de la locomotora, inclinándola ligeramente en las curvas. Aunque el sistema fue efectivo, la fundición y el mecanizado de sus superficies inclinadas era costosa. 
Un refinamiento, el boje Hudson-Bissell, proporcionaba el mismo resultado utilizando componentes menos costosos. En lugar de descansar sobre planos opuestos, el bastidor de la máquina estaba unido al boje por dos enlaces oscilantes. A medida que el boje giraba lateralmente, el exterior de la locomotora se elevaba, una modificación práctica utilizada hasta el final de la era del vapor. 

### Carga por eje uniforme
Los ejes de tracción principales soportaban una mayor carga que la dispuesta sobre un eje Bissell, por lo que este tipo de ejes tardó en generalizarse en los Estados Unidos, país en el que primaba este criterio en el diseño de las locomotoras de vapor. Sin embargo, en el Reino Unido, donde las locomotoras  generalmente no se diseñaban con las cargas sobre los ejes iguales, no se consideraba un problema.  John P. Laird fue el primero en intentar igualar la carga sobre el boje Bissell y la carga de cada eje tractor en 1857; registrando una patente de su invento en 1866. El diseño de Laird, dada su complejidad, no encontró el respaldo de los constructores, a pesar de que lo incorporasen algunas locomotoras originales o reformadas, particularmente en el Ferrocarril de Marietta y Cincinnati y más adelante en el Ferrocarril de Pensilvania.
John H. Whetstone de Cincinnati, trabajando para Niles and Company, fue el siguiente en idear un método para igualar las cargas por eje. En la solución que concibió, el bastidor del boje funcionaba como una viga de reparto. La compañía Niles se declaró en quiebra antes de que se otorgara la patente, y ninguna locomotora llegó a ser equipada con este diseño.

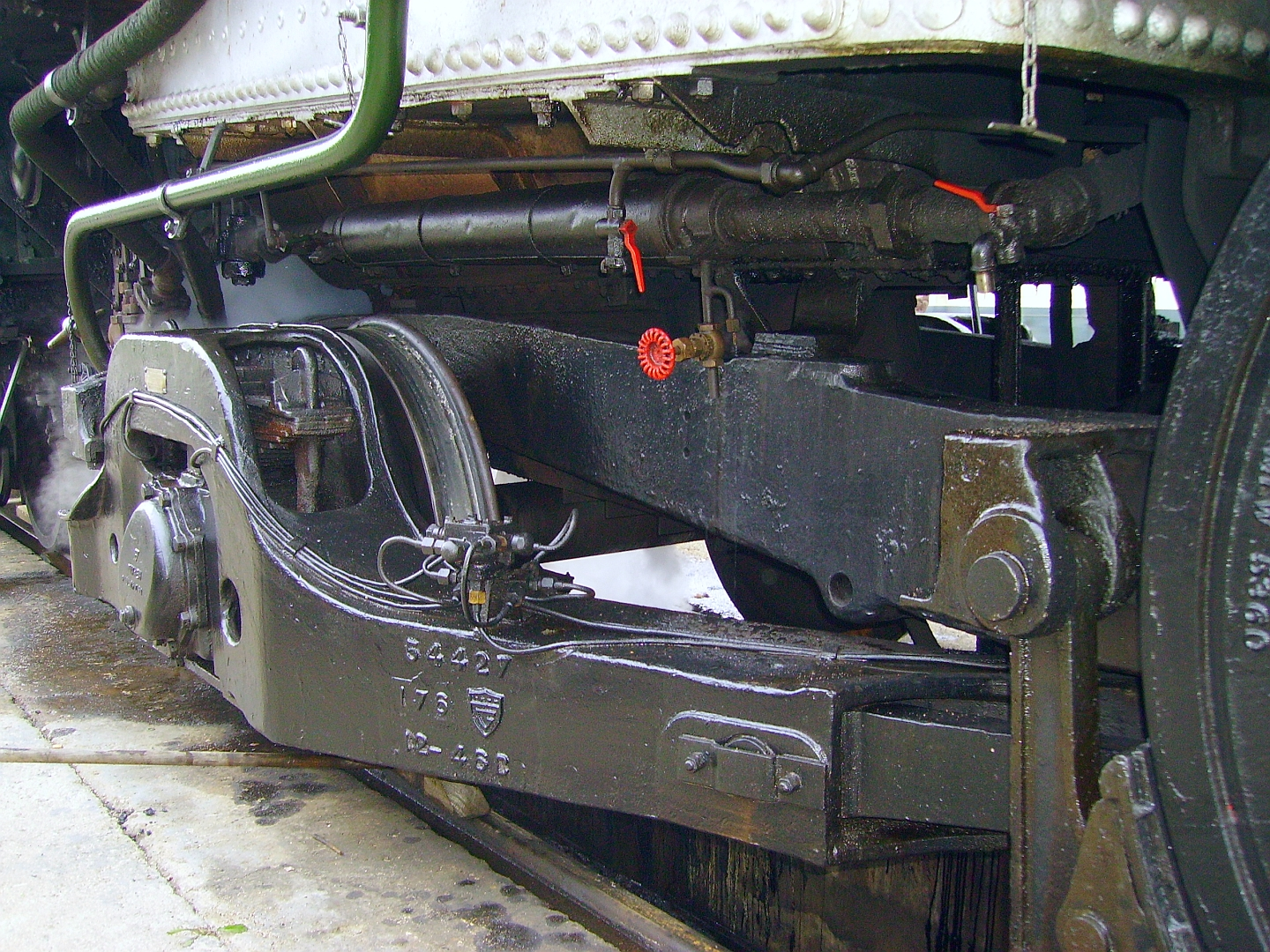
Bastidor de guía de un eje Bissell en una locomotora de vapor francesa SNCF Clase 141R 1199 Mikado (2-8-2)

William S. Hudson, superintendente de Rogers Locomotive and Machine Works, ideó un sistema para igualar las cargas en un eje Bissell, patentado en 1864. En este diseño, una gran viga de reparto unía el boje delantero con una barra transversal conectada a los resortes de suspensión delanteros de las ruedas motrices. Este diseño fue un éxito inmediato y se utilizó en locomotoras de fabricación estadounidense hasta el final de la construcción de máquinas de vapor.

## Terminología
En los Estados Unidos, los bojes Bissell eran conocidos como "lead trucks". También se aplicó a este tipo de bojes el término "pony truck", que originalmente servía para designar el eje delantero de un carruaje sobre raíles, al que se enganchaban los caballos de tiro. El "pony truck" puede moverse radialmente alrededor de un pivote real o virtual.
Cuando el pivote se sitúa sobre el dispositivo, este normalmente se denomina boje; mientras que si el punto del pivote se sitúa por detrás o por delante, se suele hablar más propiamente de un boje Bissell.

## Tipos
Un eje Bissell se puede colocar tanto en la parte delantera como en la parte trasera de las locomotoras de vapor, aunque en el caso de las locomotoras diseñadas para alcanzar altas velocidades solía preferirse utilizar un bogíe portador en la parte delantera.
En ciertos casos, el Bissell delantero está unido no al chasis de la locomotora, sino al primer eje por medio de un soporte con una forma denominada "cuello de cisne", sobre el  que descansa el chasis de la locomotora. El conjunto formado por el Bissell y el primer eje se denomina propiamente bogie-bissel (como el Bissell del tipo Zara conocido en Italia bajo el nombre de Carrello Italiano).
Cuando la masa de una locomotora con un ténder separado requiere la instalación de dos ejes de reparto en su parte trasera, se prefería un bissell a un bogie, principalmente porque dejaba más espacio libre para el cenicero.
En Estados Unidos, la evolución creciente de las dimensiones de las locomotoras hizo adoptar el tipo 142 a principios del año 1925. Estas máquinas diseñadas por la compañía LIMA estaban equipadas con un nuevo tipo de Bissell con dos ejes y un chasis externo con un motor de refuerzo auxiliar (booster), patentado por Franklin Railway Supply Compagny.
En 1927, la primera locomotora Northern (242) salió de las fábricas de Alco, también equipadas con un Bissell de dos ejes pero del tipo "Delta", obtenido de una sola pieza de fundición.
Para los dispositivos Bissell de dos ejes de las nuevas locomotoras, el tipo "Delta" de una pieza de fundición se generalizó rápidamente.
|  |  |  |

### El Bissell "Delta"
El Bissell "Delta" tiene varias ventajas en comparación con un modelo clásico: su chasis es exterior, lo que libera espacio entre las ruedas para poder colocar las vigas del chasis de la locomotora, así como el cenicero, y a veces incluso un motor auxiliar (de refuerzo) que impulsa el eje en una relación de engranajes. Las cajas de grasa de los ejes y la suspensión también se encuentran afuera, lo que facilita enormemente su mantenimiento y los mantiene relativamente aislados del calor del fogón.
La distribución de las masas se realiza por tres puntos de apoyo; en el pivote de articulación frontal, así como en dos partes oscilantes ubicadas en los bordes exteriores en la parte posterior del Bissell, llamados "armazón de retorno". Estas dos partes actúan como estabilizadores. La suspensión del bissel se combina mediante péndulos con la del último eje motriz.
En las locomotoras de fabricación francesa, el bissel "Delta" solo se aplicó en dos modelos (242 A 1 y G 16 de la Red Ferroviaria de Alsacia-Lorena), pero estaba muy extendido en Estados Unidos, especialmente en las locomotoras articuladas 232, 242, 142, y 152, tipos de locomotoras que se encuentran comúnmente en los ferrocarriles estadounidenses; Además, las 200 locomotoras 141 R del SNCF estará se equiparon con un bissel "Delta".
|  |  |  |

## Ejemplos
Ejemplos de máquinas de vapor equipadas con bojes Bissell incluyen las locomotoras alemanas DRG Clase 64 y Clase 99.73-76. Algunas locomotoras eléctricas antiguas disponían de bojes Bissell cuando los ejes motrices se montaban sobre el bastidor principal (en lugar de los bogies actualmente habituales). 
Un ejemplo británico fue la Locomotora con depósito incorporado 0-4-2 del Ferrocarril de Londres y del Noroeste, conocida como "tanque Bissell" o "tanque con boje Bissell". También se utilizó en las locomotoras eléctricas de Sudáfrica Clase 4E y Clase 32-000 y 32-200 diésel-eléctrica.